# ПТМ-3
ПТМ-3 (від рос. противотанковая мина) — радянський інженерний боєприпас (протитанкова міна), призначений для виведення з ладу колісної та гусеничної техніки противника шляхом руйнування їх ходової частини або ураження днища кумулятивним струменем в момент, коли машина наїжджає або опинилася над міною.
Міна встановлюється на ґрунт, для цього застосовуються засоби дистанційного мінування (ПКМ-1, УМЗ, УГМЗ) з касетою КПТМ-3, а також авіаційні системи мінування ВСМ-1 та БКФ-ПТМ-3 «Алдан-2» (останні є контейнерними блоками для КМВУ (контейнер малогабаритних вантажів універсальний)).
Для навчання особового складу є УИ-ПТМ-3К — учбово-практична міна з касетою УИ-КПТМ-3К.

## Дія
Розгортання міни на ґрунті можливе лише з використанням різних систем мінної постановки в касетах КПТМ-3, кожна з яких містить одну міну ПТМ-3. До корпусу касети та цапфи міни прикріплений трос. Після розриву касети трос натягує цапфу міни, завершуючи механічну стадію озброєння. На землі, після закінчення часу вигоряння піротехнічного сповільнювача, запал переходить у «бойове положення». Процес постановки на охорону зазвичай займає 60 секунд після спрацьовування термодатчика.
При наїзді на міну або проїзді над міною через коливання магнітного поля відбувається спрацьовування міни. Створені в результаті вибуху кумулятивні заряди проникають всередину танка, вбиваючи екіпаж всередині або пошкоджуючи системи танка.
Якщо хтось намагається зрушити міну, коли вона у бойовому положенні, вона вибухає через вплив магнітного поля Землі. Якщо ціль не виявлена, міна самознищується після закінчення періоду самоліквідації.

## Знищення
Встановлені міни ПТМ-3 неможливо витягнути шляхом дислокації. Міни самоліквідуються через 16-24 години після розгортання. Якщо після закінчення встановленого терміну самоліквідації міна не самоліквідувалася, вона знищується за допомогою вогнепальної зброї або дистанційно спрацьовуючого вибухового заряду масою 0,2-0,4 кг, який розташовується поруч з міною. Забороняється знищувати міни ПТМ-3 до закінчення терміну самоліквідації, оскільки розміщення вибухового заряду може призвести до спрацювання міни. Якщо міна обов'язково повинна бути вилучена до закінчення терміну самоліквідації, її можна знищити вогнем з кулемета, бажано встановленого на бронемашині.

## Тактико-технічні характеристики[9][10]
- Тип міни: протитанкова протигусенична/протиднищева кумулятивна касетна;
- Матеріал корпусу: сталь;
- Маса міни: 4,9 кг;
- ВР основного заряду: ТГ-40;
- Маса основного заряду ВР: 1,8 кг;
- Габаритні розміри міни у бойовому положенні:

- довжина: 33,0 см;
- ширина: 8,4 см;
- товщина: 8,4 см;

- Дистанція реакції датчика цілі на танк: 0,5-1,0 м;
- Радіус спрацювання не менше 3 м.[11]
- Час переведення в бойове становище: 60 с;
- Час бойової роботи: 16-24 год;
- Самоліквідація/самонейтралізація: так/ні;
- Видобуваність: ні;
- Знешкодження: ні;
- Штатний підривник: ВТ-06;
- Тип підривника: неконтактний, що реагує на зміну магнітного поля;
- Електроживлення підривника: елемент РЦ-53У;
- Гарантійний час придатності підривника: трохи більше ніж 1 рік;
- Температурний діапазон застосування: −40…+50 °C;
- Гарантійний термін зберігання 10 років.